# Corematosetia
Corematosetia is een geslacht van vlinders uit de familie wespvlinders (Sesiidae), onderfamilie Tinthiinae.
Corematosetia is voor het eerst wetenschappelijk beschreven door Kallies & Arita in 2001. De typesoort is Corematosetia naumanni.

## Soorten
Corematosetia omvat de volgende soorten:
- Corematosetia minuta Kallies & Arita, 2006
- Corematosetia naumanni Kallies & Arita, 2001